# 윌리엄 레드필드
윌리엄 레드필드(William Redfield, 1927년 1월 26일 ~ 1976년 8월 17일)는 미국의 연극 배우, 영화배우, 텔레비전 배우이다.
맨해튼에서 태어났으며 뉴욕에서 백혈병으로 사망하였다.

## 영화
- 상속자 (1977년)
- 뻐꾸기 둥지 위로 날아간 새 (1975년) - 하딩 역
- 바브라 내 사랑 (1974년)
- 데스 위시 (1974년) - 샘 크루처 역
- 핫 락 (1972년)
- 서치 굿 프렌즈 (1971년)
- 뉴 리프 (1971년)
- 악마 계곡의 혈투 (1966년)
- 바디 캡슐 (1966년)
- 애즈 더 월드 턴즈 (1956년)
- 우주 정복 (1955년)
- 서스펜스 (1949년)
- 스튜디오 원 (1948년)